# Perittostema pinetorum
Perittostema es un género monotípico de plantas con flores perteneciente a la familia Boraginaceae. Su única especie: Perittostema pinetorum, es originaria de México.

## Taxonomía
Perittostema pinetorum fue descrito por (I.M. Johnst.) I.M.Johnst. y publicado en Journal of the Arnold Arboretum 35(1): 31. 1954.
Sinonimia
- Lasiarrhenum pinetorum I.M. Johnst. basónimo